# Сурб Ншан (Тбилиси)
Сурб Ншан (арм. Սուրբ Նշան եկեղեցի, груз. სურფნიშანი) — армянская церковь в Тбилиси, на улице Серебряная в историческом районе Старый город.

## История
Ранняя история церкви и её принадлежность оспариваются армянской и грузинской церквями. Современное здание построено между 1703 и 1711 годами и реконструировано в 1780 году. Церковь сильно пострадала во время нашествия Ага-Магомет-хана в 1795 году.
Несмотря на ремонтные работы здание пребывало в ветхом состоянии, в советское время использовалось для хозяйственных нужд.
Богослужение не возобновлено. После пожаров 2002 и 2012 годов и наводнения находится в руинированном состоянии. В непосредственной близости от здания церкви планируется новое строительство.

## Галерея

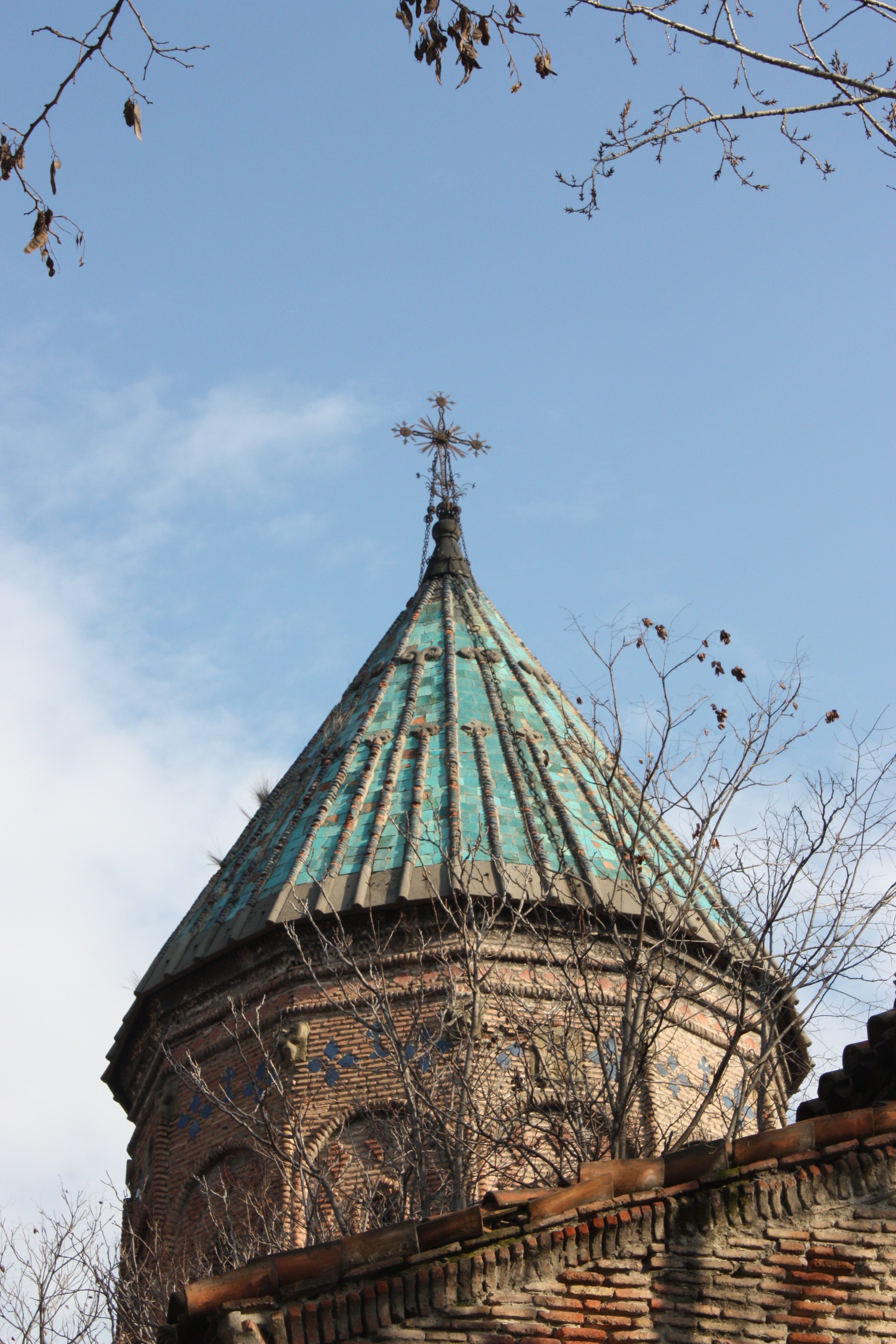
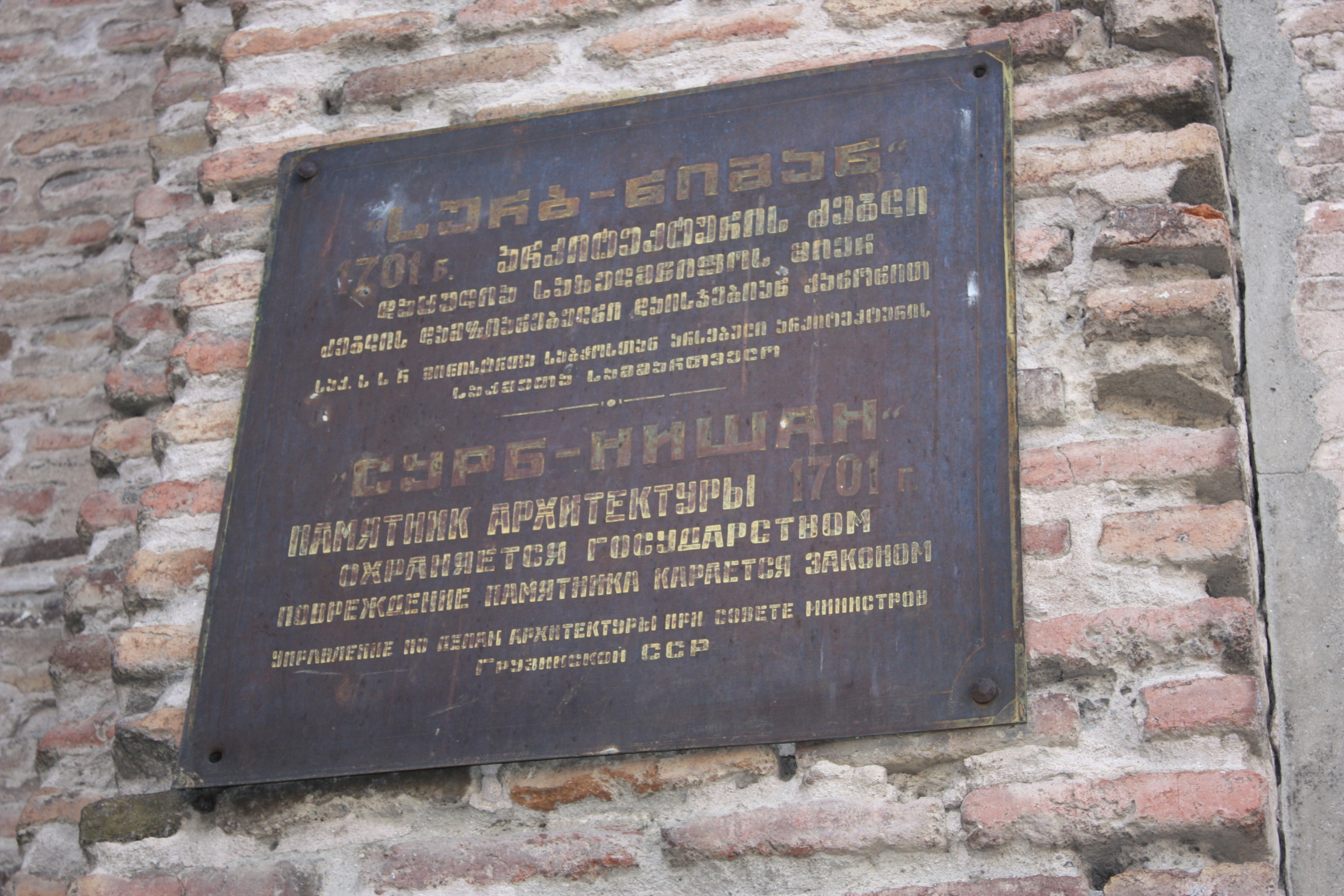
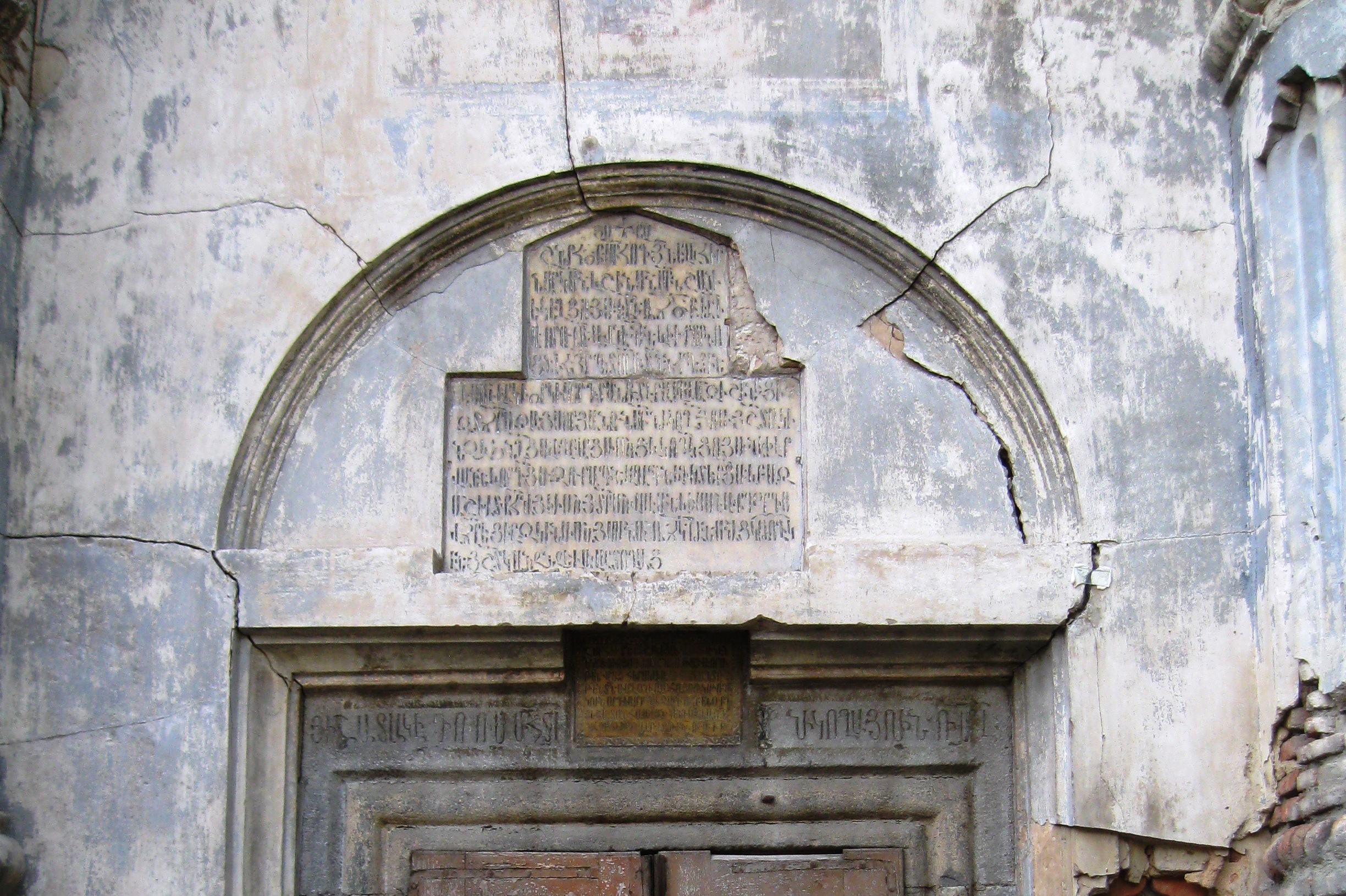
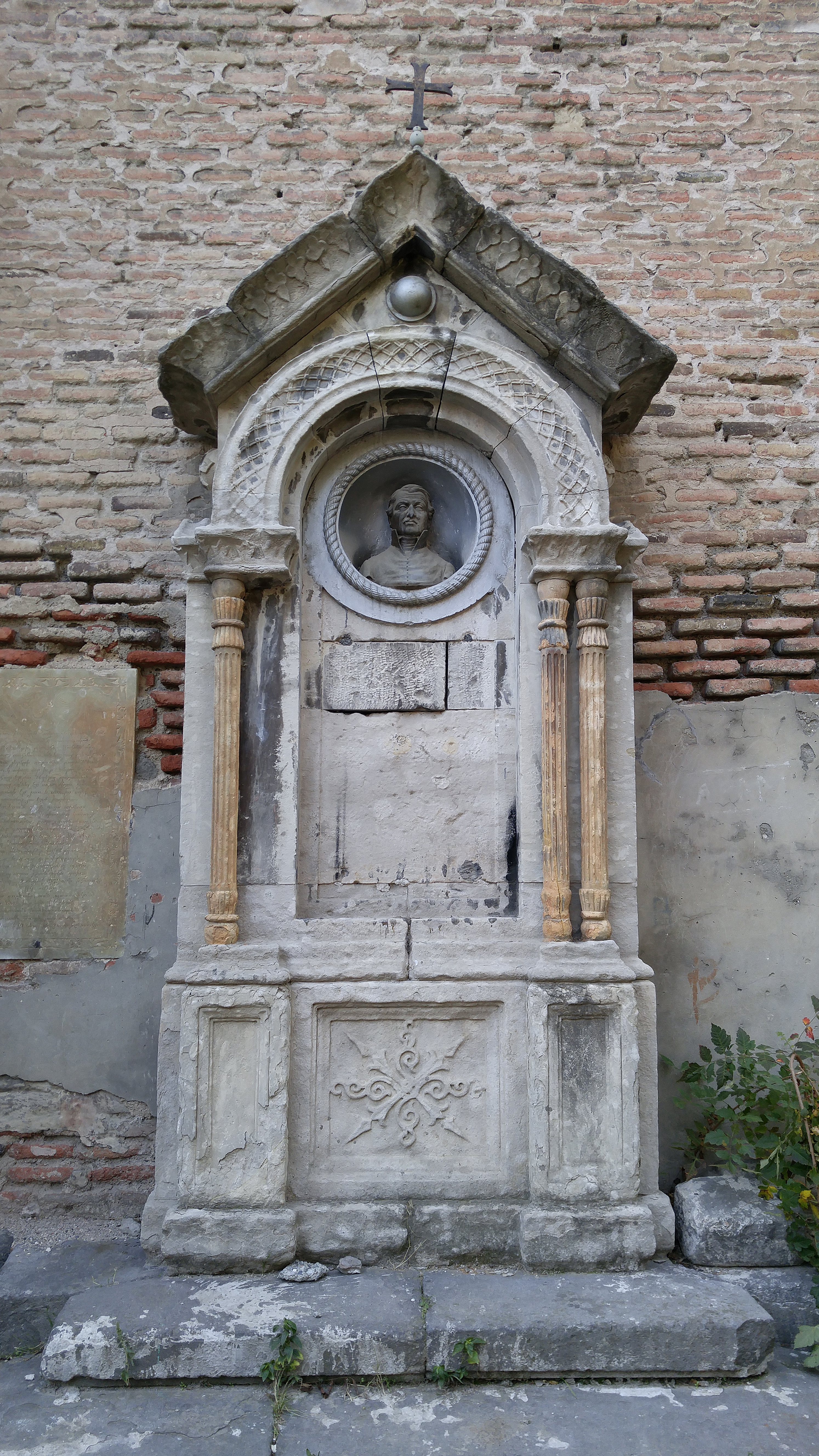

## Известные захоронения
Аветик Пироян (1858 г.)
Барсег Мейвининянц (1894 г.)